# Narciso Heredia y Heredia
Narciso Heredia y Heredia (París, 1832-Madrid, 1912) fue un noble, político y escritor español, segundo marqués de Heredia.

## Biografía
Nacido en París el 10 de febrero de 1832, ostentó el título nobiliario de marqués de Heredia. Contrajo matrimonio el 1 de julio de 1854 con la menor de las hijas del duque de Rivas, Leonor Ramírez de Saavedra y Cueto. Hijos de este matrimonio fueron Narciso, heredero del marquesado de Heredia, viudo de la condesa de Amarante, y la condesa de Doña Marina, esposa de José de Lifián Eguizábal.
Fue grande de España, gentilhombre de cámara de su majestad, senador por derecho propio, maestrante de Granada, y caballero gran cruz de Carlos III y de San Juan de Jerusalén. Muy aficionado a la literatura y el deporte, fue autor de trabajos sobre la esgrima y en prensa se llegó a decir de él que «en su tiempo fue el mejor esgrimidor de España». También fue colaborador de la revista La Ilustración Católica. Falleció en Madrid el 2 de noviembre de 1912. En el momento de su deceso era el socio más antiguo del Ateneo de Madrid. Su cadáver fue enterrado en el cementerio de San Isidro.